# Воздвиженка (Новосибирская область)
Воздви́женка — деревня в Татарском районе Новосибирской области. Входит в состав Ускюльского сельсовета.

## География
Площадь деревни — 142 гектара.

## Население
| 2002 | 2007 | 2010 |
| ---- | ---- | ---- |
| 110  | ↘72  | ↘49  |

## Инфраструктура
В деревне по данным на 2007 год функционируют 1 учреждение здравоохранения и 1 учреждение образования.